# 樹鬍
樹鬍（Treebeard）或法貢（Fangorn）是托爾金（J. R. R. Tolkien）奇幻小說中土大陸的一個虛構角色。他是最老的樹人，樹人是一種像樹木的生物，又稱為牧樹人。樹鬍非常高大，樹枝僵硬，有樹皮的膚色及多葉的頭髮。他協助從半獸人部隊逃出來的梅里雅達克·烈酒鹿（Merry）及皮瑞格林·圖克（Pippin）。在梅里及皮聘的影響下，樹鬍導致埃斯塔力（Istari）之首薩魯曼（Saruman）衰落及被囚。樹鬍居住在法貢森林（Fangorn Forest），該地以他的名字來命名，或他以森林為名。

## 生平
樹鬍是最古老的樹人，他是三位還存活的原始樹人之一，其餘兩位分別是葉叢（Finglas，Leaflock）和樹皮（Fladrif，Skinbark）。樹鬍是樹人的首領，並且是法貢森林的主人。早在太陽和月亮升起之前，樹鬍和其他樹人已守護著中土大陸的森林，約束著樹木。樹鬍甚少捲入魔苟斯（後來是索倫）、人類、精靈及矮人之間的戰爭。在他悠長的生命裡，他遊訪過許多地方的森林，包括後來沉沒的海底的貝爾蘭森林。在後來數千年，樹鬍一直居住在洛汗以北的法貢森林。樹鬍的伴侶是一位名叫白樺（芬伯希爾）的樹妻，他們在年少時相遇。後來，樹妻離開了樹人，去到安都因河的另一廂栽種她們的花園。樹人依然有拜訪樹妻。不過，在最後聯盟戰役期間，那裡被索倫的邪火摧毀，變成一塊名為褐地的荒地，樹妻逃亡，從此失蹤。樹人曾搜索樹妻的下落，可惜卻一無所得，搜索的次數也逐漸減少。
樹鬍偶然遇到甘道夫，甘道夫協肋樹鬍打聽樹妻的下落。薩魯曼透過樹鬍得悉法貢森林的路徑，但卻沒有給予任何回報。魔戒聖戰之前，樹鬍開始關注到薩魯曼大肆砍伐樹木，以供應戰爭所需。樹鬍在法貢森林南部的一座山（A-lalla-lalla-rumba-kamanda-lind-or-burúmë）上商議對策。樹鬍遇到梅里雅達克·烈酒鹿及皮瑞格林·圖克兩名哈比人，兩位哈比人原本被強獸人擄獲，他們趁著強獸人受到伊歐墨騎兵襲擊時逃進法貢森林。樹鬍從未聽說過哈比人這種族，他對此很感興趣。樹鬍將兩位哈比人帶到他的居所裡，向他們問起當時的局勢。在一段長時間裡，樹鬍並不確定薩魯曼對森林的態度如何。梅里和皮聘的說明使樹鬍了解到必須要採取一些行動。
薩魯曼的半獸人破壞森林，這使樹鬍非常憤怒。樹鬍召開樹人會議，說其他樹人一起進攻薩魯曼的要塞艾辛格（Isengard），導致薩魯曼在魔戒聖戰的角色終結。
樹鬍給梅里和皮聘喝了樹人飲料（ent-draught），令他們長高。兩位哈比人對說明樹人進軍艾辛格也有重要的作用。
艾辛格被摧毀後，樹鬍及其他樹人留下監視被困在歐散克塔的薩魯曼。甘道夫及洛汗驃騎抵達艾辛格，甘道夫跟薩魯曼談話，又毀壞了薩魯曼的法杖，使薩魯曼失去了法力，但他那極具說服力的甜言蜜語仍能帶來影響。後來，薩魯曼要求樹鬍讓他離開，這為夏爾帶來可怕的後果。
黑暗魔君索倫敗亡後，魔戒遠征隊在艾辛格作最後的會面（亞拉岡將會返回南方，勒苟拉斯及金靂則向東北行，甘道夫及哈比人朝西北走）。這時，樹人已拆除了艾辛格的城牆，將這個山谷再次綠化，易名為歐散克樹庭院（Treegarth of Orthanc）。為了答謝樹人擊敗薩魯曼及援助洛汗，亞拉岡將法貢森林割讓給樹人，並承諾樹人將會和森林一起再次繁衍至伊利雅德以西。亞拉岡又安慰樹鬍，說魔多的黯影已經永遠被消滅，樹人可以更方便地搜尋樹妻，然而，樹鬍卻悲哀地說，森林也許會繁盛起來，但樹人不會，樹鬍擔心永遠不會再看見樹妻。這可推斷樹鬍和其他樹人繼續居住在法貢森林，不再參與外界的事務，並漸漸消失在歷史裡。

## 角色
如其他樹人一樣，樹鬍花費了長時間決定進軍艾辛格（雖然在遇到哈比人前，他已決定對抗薩魯曼）。雖然樹人的思想靈敏，但他們需要很長時間去討論一些細節。樹鬍再三提到說話不能匆忙，他從未催促任何人做事或說話。
樹鬍被形容為中土大陸最古老的生物，但這與同樣號稱最古老的湯姆·龐巴迪（Tom Bombadil）有所矛盾。樹鬍卻說法貢森林的樹木較他更古老。一般都認為，樹鬍是中土大陸最古老的有思想生命。湯姆·龐巴迪則不能說是任何種族的一員。
樹人語的其中一個例子便是「A-lalla-lalla-rumba-kamanda-lind-or-burúmë」，意思是指「山」。
可推測樹鬍的一些怪癖是來自托爾金的一位朋友克利夫·史戴普·路易斯（Clive Staples Lewis）。他強而有力的步伐及壓倒性的風采很著名。

## 年齡
在奧力（Aulë）創造了矮人後，在雅凡娜的要求下，伊露維塔（Ilúvatar）創造了第一位樹人，不知道樹人在何時陷入沉睡，直至精靈甦醒（Awakening of the Elves），矮人和樹人都被准許在樹林遨遊。伊露維塔想她的孩子成為除了埃努（Ainur）以外首位能存在於中土大陸的生物。不過，樹鬍卻說他們是中土大陸最古老的生物。這似乎推翻了伊露維塔的原意。
樹鬍如果同時與第一位精靈甦醒，他在第三紀元3001年比爾博111歲生日時已11344歲。

## 雕像
托爾金之甥提姆·托爾金（Tim Tolkien）計劃在他位於伯明罕（Birmingham）莫斯利（Moseley）的老家附近設立樹鬍的雕像。

## 改編描述
在1978年雷夫·巴克西（Ralph Bakshi）的動畫版本《魔戒》，約翰·衛斯布魯克（John Westbrook）為樹鬍配音。史蒂芬·索恩則為1981年英國廣播公司的電台連續劇《魔戒》裡的樹鬍配音。

彼得·傑克遜執導的電影《魔戒》系列裡的樹鬍。

彼得·傑克遜（Peter Jackson）執導的電影《魔戒二部曲：雙城奇謀》（2002年）及《魔戒三部曲：王者再臨》（2003年），樹鬍是由一個巨大動畫的模型及電腦描繪結合而成。樹鬍由约翰·里斯-戴维斯（John Rhys-Davies）配音，他亦為飾演金靂（Gimli）的人。
在電影《魔戒二部曲：雙城奇謀》，參與樹人會議的樹人起初拒絕梅里及皮聘的要求。樹鬍將梅里及皮聘送回西方，皮聘要求取道艾辛格。當樹鬍去到森林邊緣時，卻發現薩魯曼旗下半獸人所帶來的破壞，樹木被砍伐作為燃料。樹鬍怒嘯，接著召喚其他樹人進軍艾辛格。在小說版本裡，樹人早已決定進軍艾辛格。